# Kyrkefalla kyrka
Kyrkefalla kyrka är en kyrkobyggnad som tillhör Tibro församling i Skara stift. Den ligger på en ås strax söder om centralorten i Tibro kommun.

## Kyrkobyggnaden
Den nya kyrkan byggdes 1837-1838 och invigdes 1839. Den uppfördes efter att en brand hade förstört en medeltida föregångare, vars murar användes som byggnadsmaterial. Stilen är en blandning av nyklassicism och nygotik. Det senare då ett torn med spira uppfördes 1886. Till murarna har använts sten från den gamla kyrkan.
Vid en omfattande renovering 1927 under ledning av Karl Martin Westerberg blev den enkla interiören mer påkostad och barockinventarier från den gamla kyrkan återinfördes. Taket kläddes med kassetter.
Kyrkan används vanligtvis inte vid begravningar, utan de förrättas oftast i Tibro gravkapell anslutet till kyrkogården. Dop i Tibro församling förrättas i  kyrkefalla kyrka och Högåskyrkan. Kyrkan är också en populär vigselkyrka men används även till olika gudstjänster, inte minst musikgudstjänster. Det firas inte längre regelbunden gudstjänst varje söndag i kyrkan 
På kyrkogården finns det Lejonsköldska gravkoret.

## Inventarier
- Altaruppsatsen utfördes av Karl Elmberg 1927, varvid man bevarat skulpturer som härstammar från en altartavla från 1600-talet.
- Över altaret finns ett krucifix i sten från 1300-talet.
- Predikstolen är från 1600-talet med kompletteringar tillkomna 1746.

### Klockor
- Lillklockan är troligen från 1200-talet och av samma typ som den i Saleby kyrka. Inskriften på klockans nedre del är utförd med runor, som på våra dagars svenska kan tolkas: Jesus Gud! Skjaldolf han göt mig och Magnus och Björn skar mig. Prosten han [lät gjuta mig].[1]

### Orglar
- Orgeln placerad på läktaren i väster har en ljudande fasad byggd 1839 av Johan Nikolaus Söderling. Pipverket förnyades först 1920 och senast 1971 av Smedmans Orgelbyggeri då även fasaden utökades med två sidofält för pedalverket ritade av Tore Virke. År 2003 byggdes ett galler framför dessa, där utformning och utsmyckning utfördes av bildhuggare Bengt Johansson (1929-2006) från Tibro. Orgeln har 24 stämmor fördelade på två manualer och pedal.[2]
- Det finns även en orgel från 1992 placerad i koret — även den tillverkad av Smedmans Orgelbyggeri. Den är utförd i nyklassicistisk stil med en ljusgrå färgsättning och sparsmakade dekorationer i guld. Den har ljudande fasad och tolv stämmor fördelade på två manualer och pedal.[3]

## Bilder

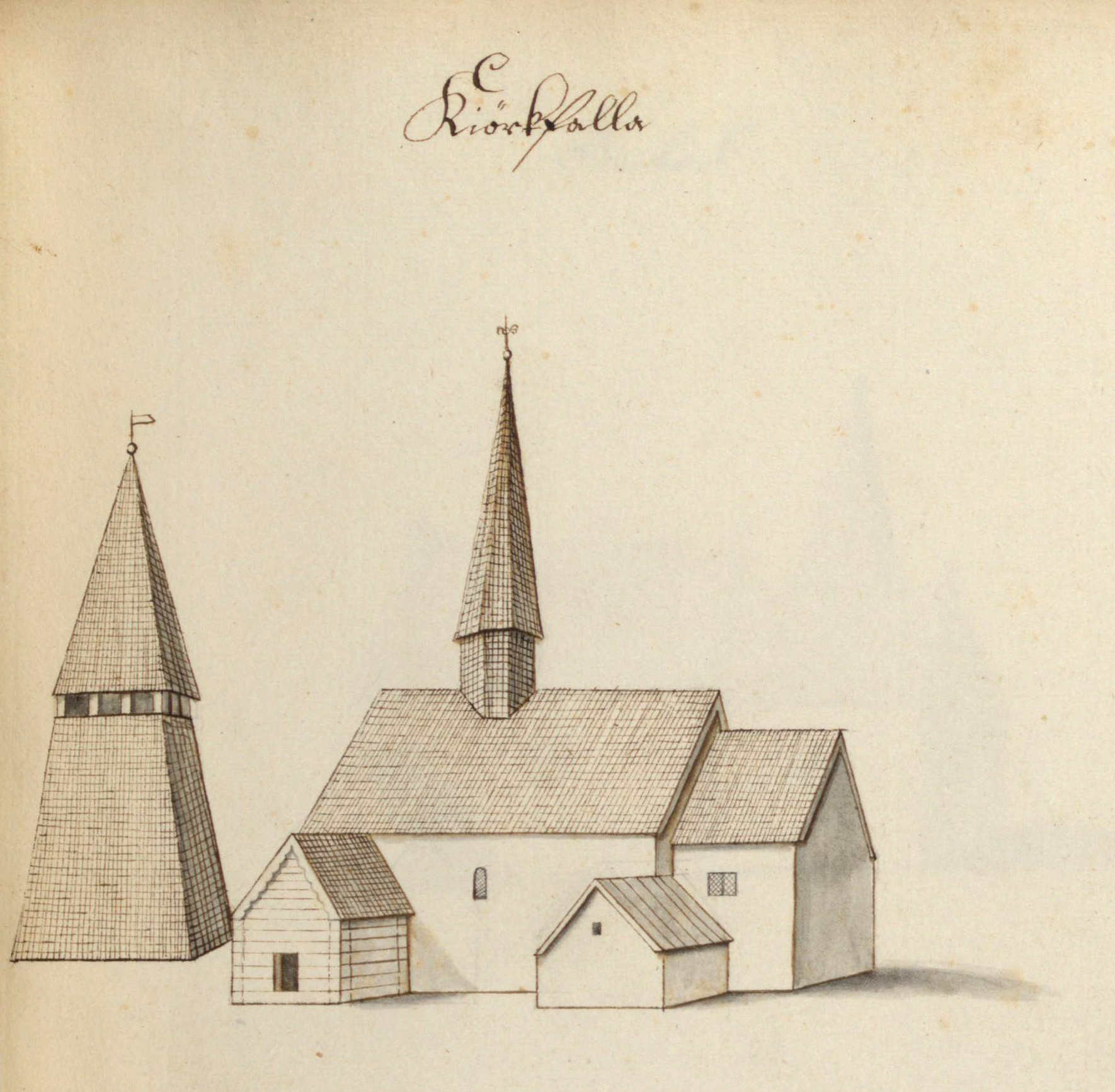
Medeltidskyrkan på teckning omkring 1670.
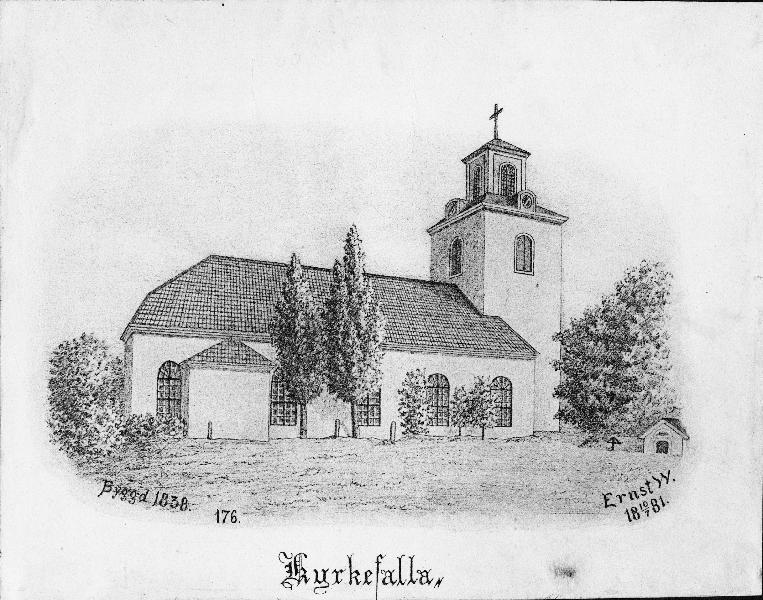
Kyrkan på teckning från 1881.
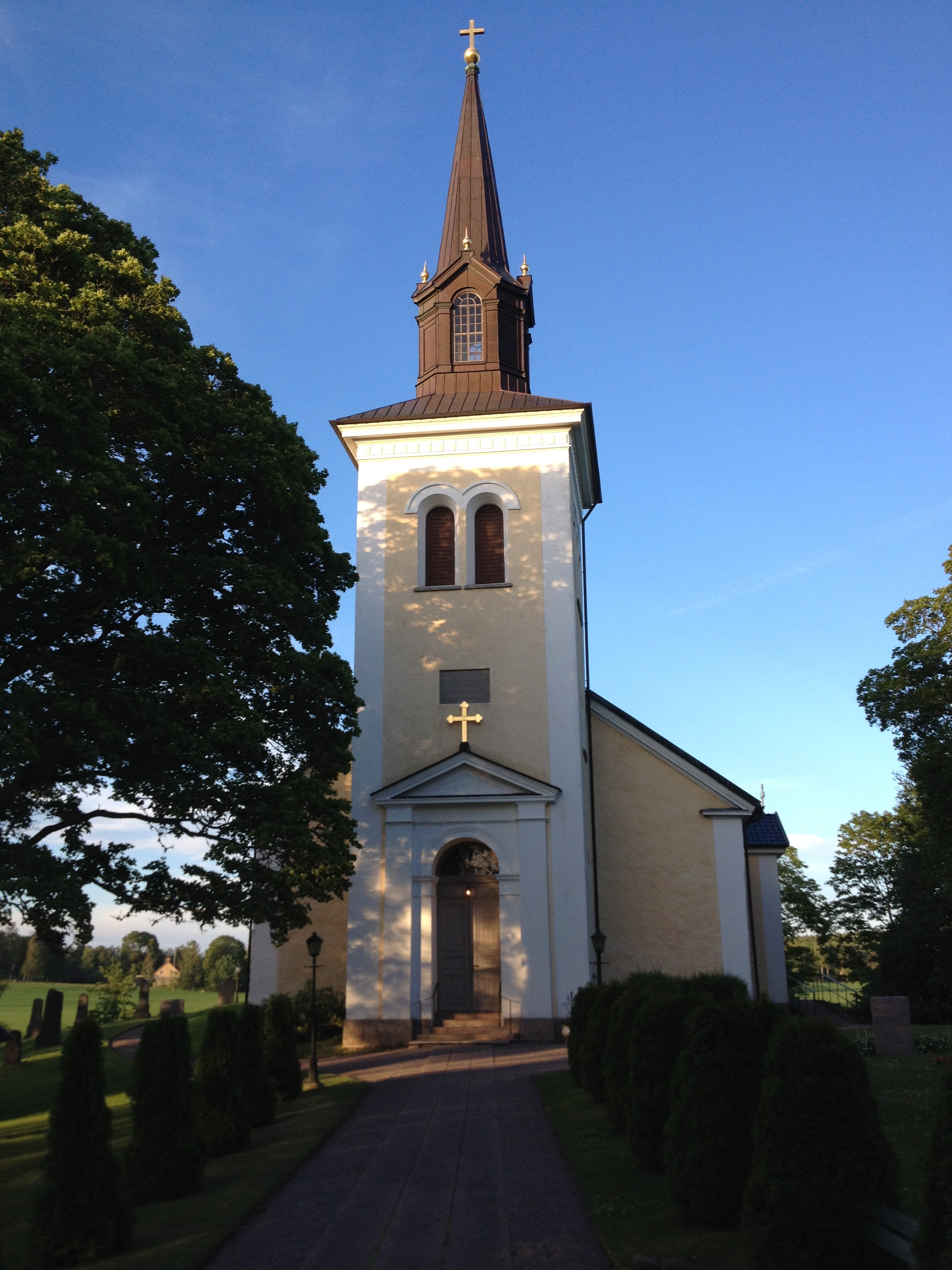
Exteriör.
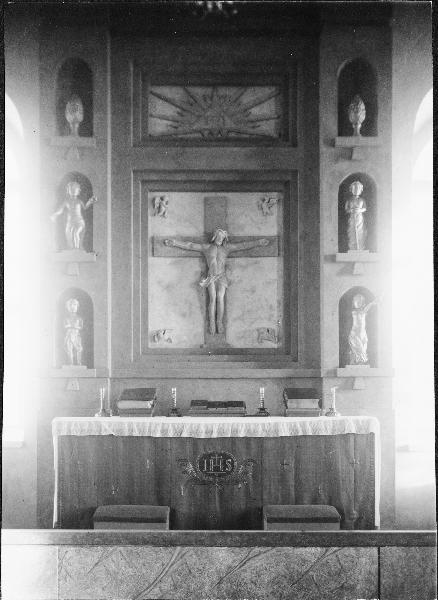
Altaruppsatsen efter restaurering 1927.
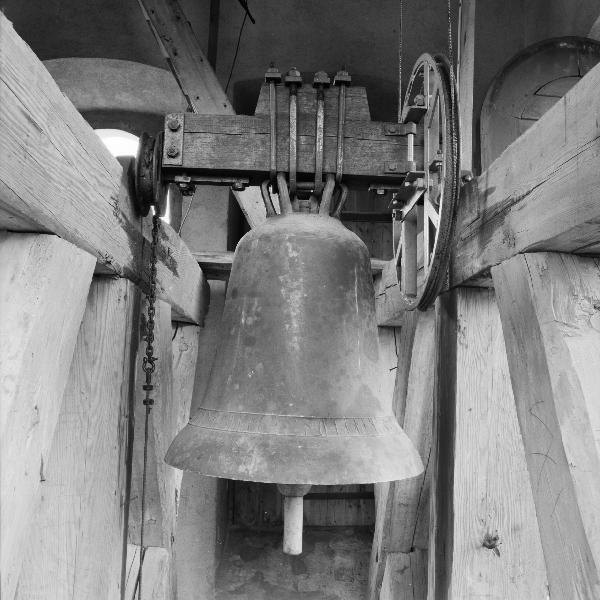
Lillklockan med runinskrifter.